# Ludwigsdorf (Görlitz)
Ludwigsdorf ist seit dem 1. Januar 1999 ein Ortsteil von Görlitz mit etwa 800 Einwohnern. Es liegt in der Neiße-Aue und bildet zusammen mit dem Ortsteil Ober-Neundorf den nördlichsten Teil der Stadt.

## Geschichte
Um 1175 wurde nach neuesten dendrochronologischen Untersuchungen die Ludwigsdorfer Kirche erbaut. Vermutlich wurde demnach Ludwigsdorf um 1150 im Zuge der Deutschen Ostsiedlung angelegt. Es ist selbstverständlich, dass zum Zeitpunkt des Kirchbaus bereits ein gewisser Wohlstand im Dorf herrschen musste, um den Bau und Unterhalt der Kirche bewerkstelligen zu können. Die Rodungs- und Aufbauphase muss also 1175 weitestgehend abgeschlossen gewesen sein. Unter dem Namen Lodewigesdorph (Dorf des Ludwig) wurde das Waldhufendorf 1305 erstmals erwähnt, während es 1413 Lodewigisdorf, 1430 Ludwigsdorff, 1534 Lustorf und 1559 Lostorf geschrieben wurde.
Im Februar und März 1431 lagen die Hussiten in Ludwigsdorf. Von 1539 bis 1655 befand sich Ludwigsdorf schon einmal im Besitz der Stadt Görlitz, da 1539 der ehrsame Rat der Königlichen Stadt Görlitz dieses Dorf dem Urban Emrich abgekauft hatte. 1665 wurde die Herrschaft des Gutes geteilt, sodass Nieder-Ludwigsdorf zum bestimmenden Herrschaftszentrum wurde. Ober-Ludwigsdorf ging an den Besitz der Görlitzer Bürgerschaft über. 1708 gelangte der besagte Bürgerschaftsbesitz dann an den Kaufmann Christian Friedrich Fromberg. Dieser war gleichzeitig Erbherr der Orte Klingewalde und Deutsch Ossig. Der Kaufmann erhielt 1732 den Adelsrang und damit alle damit verbundenen Privilegien (Steuerfreiheit, Ausübung der Gerichtsbarkeit u. a.).
Die steinernen Schrifttafeln des Herrenhauses vom Niederhof aus den Jahren 1773 und 1880 weisen auf die Besitzer und Bauherren des Ortes hin. Das Herrenhaus selbst stammt aus der zweiten Hälfte des 16. Jahrhunderts. 1621 kaufte Herr von Salza auf Ebersbach Ludwigsdorf.
Während und auch nach den Befreiungskriegen, von 1813 bis 1816, hatte nach den Aufzeichnungen des damaligen Gemeindevorstehers Gottlieb Winkler die Gemeinde Nieder-Ludwigsdorf unter den Einquartierungen zu leiden.
1900 wurde das Obergut aufgelöst.
Die Gemeinde Ludwigsdorf entstand am 1. Juli 1950 durch den Zusammenschluss der bis dahin eigenständigen Gemeinden Nieder Ludwigsdorf, Ober Ludwigsdorf und Ober Neundorf.
Am 1. Januar 1999 wurde Ludwigsdorf nach Görlitz eingemeindet.

## Sehenswürdigkeiten
Viele alte Häuslerwohnungen, Drei- und Vierseithöfe, sind von der alten Dorfanlage erhalten geblieben. Besonders sehenswert ist der Hof Nr. 54 – hier wird ein Wohnstallhaus gezeigt, d. h. hier sind Wohnung und Stallung unter einem Dach – mit Kumthalle (Kumt = Geschirr der Zugtiere) und Seitengalerie. Denkmale erinnern an die Gefallenen der Kriege von 1866 und 1870/71 sowie die des Ersten Weltkrieges.

### Pfarrkirche

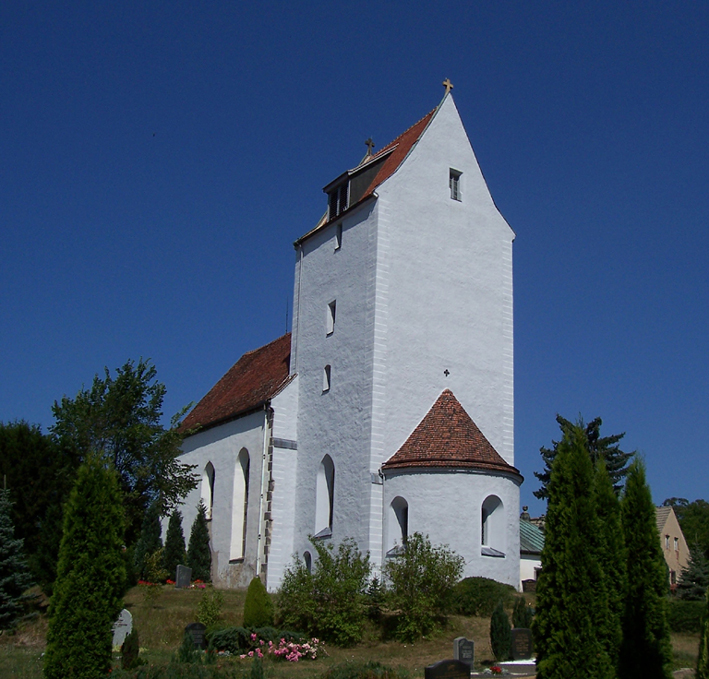
Chorturmkirche in Ludwigsdorf (Ansicht von Südosten)

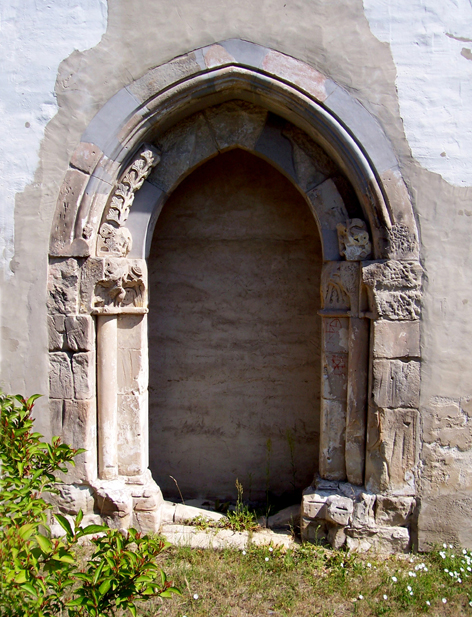
Wiederentdecktes Portal aus der Übergangszeit von der Romanik zur Gotik

Die Kirche von Ludwigsdorf wird erstmals 1346 in der Meißner Bistumsmatrikel erwähnt. Das deutlich höhere Alter des Bauwerks konnte mit Hilfe von dendrochronologischen Untersuchungen belegt werden. Demnach war der Chor bereits kurz nach 1175, der Saal um 1192 fertiggestellt. Offenbar war das Gotteshaus ursprünglich als Saalkirche mit Chorquadrat und Apsis konzipiert. Dies entspricht einem in Mitteldeutschland weit verbreiteten Typ. Das hohe Alter der Ludwigsdorfer Kirche gibt Anlass, Beginn und Verlauf der Deutschen Ostsiedlung neu zu überdenken. Bisher war man davon ausgegangen, dass erst um 1200 große Zahlen an Siedlern bis in das Neißetal vorstießen.
Möglicherweise schon zu Beginn des 13. Jahrhunderts wurde der Chor zu einem Turm aufgestockt, sodass die Ludwigsdorfer Kirche seitdem dem in der Oberlausitz seltenen Typ der Chorturmkirche entspricht. Der Dachstuhl des Chores wurde für das Turmdach wieder verwendet und blieb so vollständig erhalten. Dieses Dachtragwerk und das des Saales sind die ältesten bekannten Dachkonstruktionen im heutigen Sachsen.
Im 13. Jahrhundert erhielt die Kirche ein aufwendiges Südportal in Übergangsformen von der Spätromanik zur Gotik. Fragmente dieses ehemaligen Zugangs wurden vor einigen Jahren aufgefunden und an ihrem ursprünglichen Ort wieder eingebaut. Trotz des großen Zerstörungsgrades lassen sich an den beiden qualitätvoll gearbeiteten Säulenkapitellen Vögel erkennen, die an einer Weinrebe picken. Die mit Akanthuswerk umlaufene Archivolte wird von figürlichen Gestalten (Misch- oder Fabelwesen?) gestützt.
Um 1485 wurde im Saal ein Netzrippengewölbe mit Meisterzeichen auf einem der Schlusssteine eingezogen. Die Öffnungen der bis dahin noch existierenden romanischen Rundbogenfenster wurden als Widerlager verwendet. Ihre Rundbögen haben sich jedoch im Dachraum oberhalb des Gewölbes bis heute erhalten. Die damals neu eingebrochenen gotischen Spitzbogenfenster wurden in der Mitte des 19. Jahrhunderts vergrößert, sie verloren dabei ihre ursprüngliche Maßwerkgliederung.
1849 wurde mit der Verlegung des Zugangs an die Westseite eine schlichte Eingangshalle errichtet. Von hier aus betritt man den Saal, an dessen West-, Süd- und Nordseite sich hölzerne Emporen mit gebauchten Brüstungen und verblasster neogotischer Farbfassung befinden. Im Westen liegt in der zweiten Geschossebene die Orgelempore mit gedrehten Brüstungsstäben. Sie wurde 1872 erweitert, um Raum für die Sänger zu schaffen. Damals wurde auch die Orgel der Schweidnitzer Orgelbauer Schlag & Söhne eingebaut. Ehemals vorhandene weitere Emporen und zwei Patronatslogen wurden nach dem Zweiten Weltkrieg entfernt.
Im Bereich der oberen Nordempore haben sich Teile einer bislang noch nicht genauer untersuchten bildlichen Wandgestaltung erhalten. Möglicherweise liegen hier mehrere Fassungen übereinander. Erkennbar ist vor allem eine Anzahl von Pferden in einem größeren szenischen Zusammenhang.
Aus der 2. Hälfte des 17. Jahrhunderts stammt der Kanzelkorb im Triumphbogen. Kräftige Säulen auf Konsolen teilen den darüber hinaus mit reichlichem manieristischem Schmuck versehenen Korb in fünf Felder. Ebenfalls auf Konsolen sind hier die vier Evangelisten und Moses mit den Gesetzestafeln platziert. Sie stammen allerdings aus dem frühen 18. Jahrhundert und sind wohl zusammen mit dem Schalldeckel entstanden, der von einer Darstellung der Dreifaltigkeit bekrönt wird. Die seitlich angebrachte barocke Kanzeluhr diente dazu, die Redezeit des Pfarrers zu reglementieren.
Im Chor befindet sich der älteste Ausstattungsgegenstand der Kirche, ein spätgotischer Taufstein in Kelchform. Der Altar der Ludwigsdorfer Kirche ist heute recht schlicht. Auf einer einfachen Mensa erhebt sich ein barockes Kruzifix mit jüngerem Kreuz. Bis 1878 existierte ein hölzerner Altaraufsatz aus Schnitzwerk, der seitlich von den hölzernen Standbildern der Apostel Petrus und Paulus gerahmt wurde.
1880 und 1881 wurden die drei Kronleuchter gestiftet. 1891 wurde der alte gotische Taufstein durch einen neuen aus weißem Marmor ersetzt, der ebenfalls gestiftet worden war.

### Frombergsche Gruft
An der Nordseite der Kirche befindet sich die Frombergsche Gruft, die zu Beginn des 18. Jahrhunderts von den Besitzern des Gutes Oberludwigsdorf als repräsentative Grablege errichtet wurde. Das aufwendige Epitaph im Innern besitzt als Figurenschmuck nahezu lebensgroße und vollplastische allegorische Darstellungen der christlichen Tugenden Glaube und Hoffnung. Der in Form einer illusionistischen Wandfassung um das Grabmal drapierte Textilbehang hat sich unter jüngeren Farbschichten zumindest in Teilen erhalten und ist partiell bereits selbst freigelegt. Ähnliche Grufthäuser befinden sich auch auf dem Görlitzer Nikolaifriedhof.

### Wassermühle

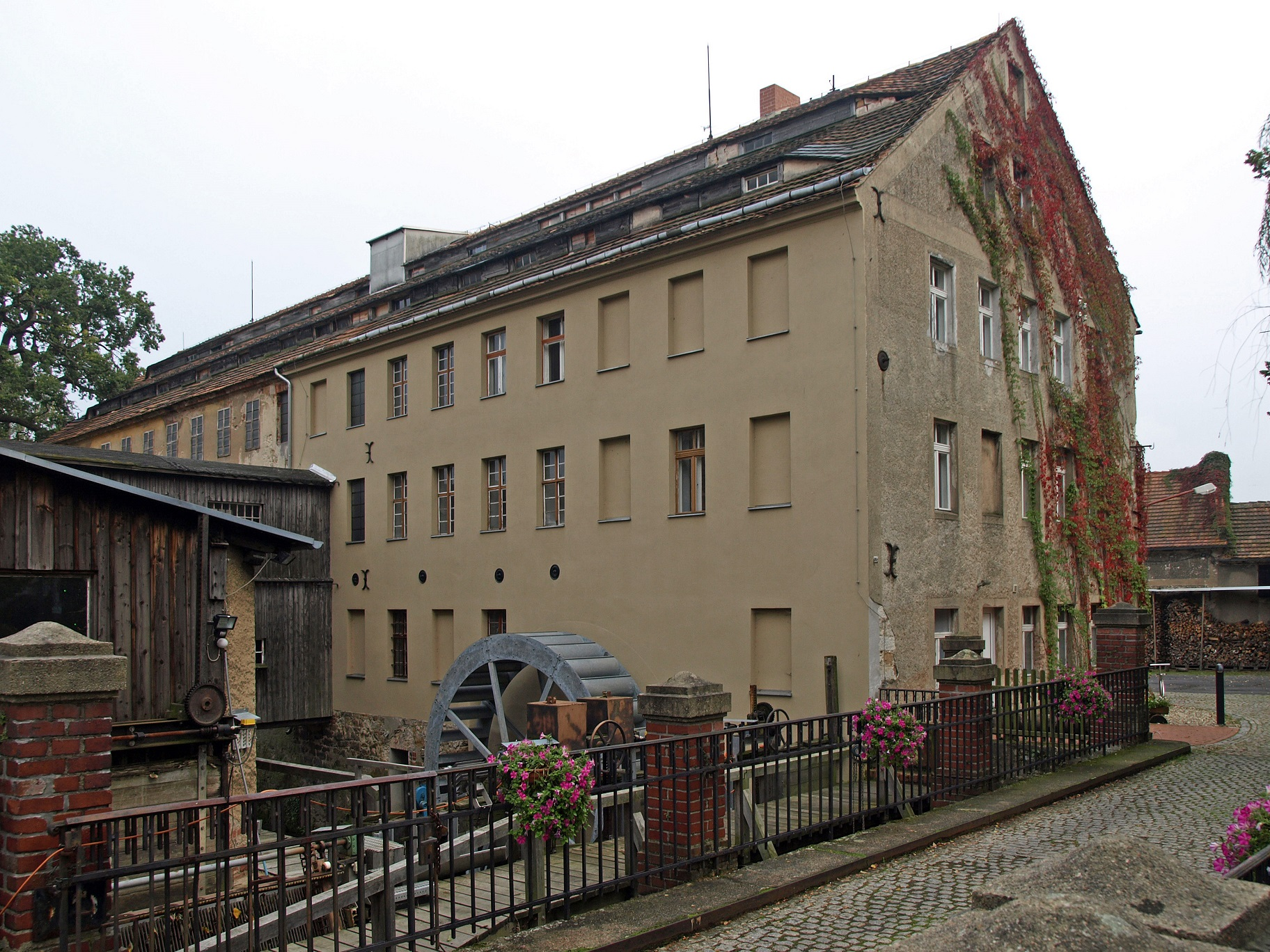
Wassermühle Ludwigsdorf

Die Mühle liegt in Niederludwigsdorf am Mühlengraben, einem Nebenarm der Neiße. Bereits 1305 wird in Ludwigsdorf eine Wassermühle erwähnt, möglicherweise ein Vorgänger des heutigen Baus. An der straßenseitigen Fassade finden sich drei Inschriftentafeln über Renovierungen, von denen die älteste aus dem 17. Jahrhundert stammt. Die zweite stammt von 1859, als der Bau eine Dampfmühle erhielt. Die dritte wurde 1930 angebracht, als die Mühle nach einem Brand mit einer neuen technischen Einrichtung versehen wurde, die bis heute funktionstüchtig erhalten ist. Von 1993 bis 1997 betrieb die Mühle eine computertechnische Anlage. Heute beherbergt das Gebäude eine Erlebnisgastronomie.
Die Mühle umfasst zwei Gebäudekomplexe. Das straßenseitige Gebäude, ein längsgerichteter viergeschossiger Bau, ist augenscheinlich in seinem Kern sehr alt. Die frühesten Strukturen sind im unteren Bereich in den dicken Mauern, einem Rundbogenportal und in der Fenstergestaltung noch erkennbar. An der nordöstlichen Seite schließt in Höhe der ersten beiden Geschosse ein hölzerner, überdachter Verbindungsgang an, der zum zweiten Gebäudekomplex führt. Dieser stammt von 1879 und diente zunächst als Spinnerei einer Tuchfabrik. Zu dieser gehörte das noch erhaltene metallene Wasserrad, das die Spinnmaschine betrieb. Später wurde dieses Gebäude als Getreidespeicher benutzt.

### Gutshof Demisch
Das ehemalige Herrenhaus des Gutshofs Demisch diente bis 2010 als Bürgerbüro und Kindertagesstätte.

## Wirtschaft und Verkehr

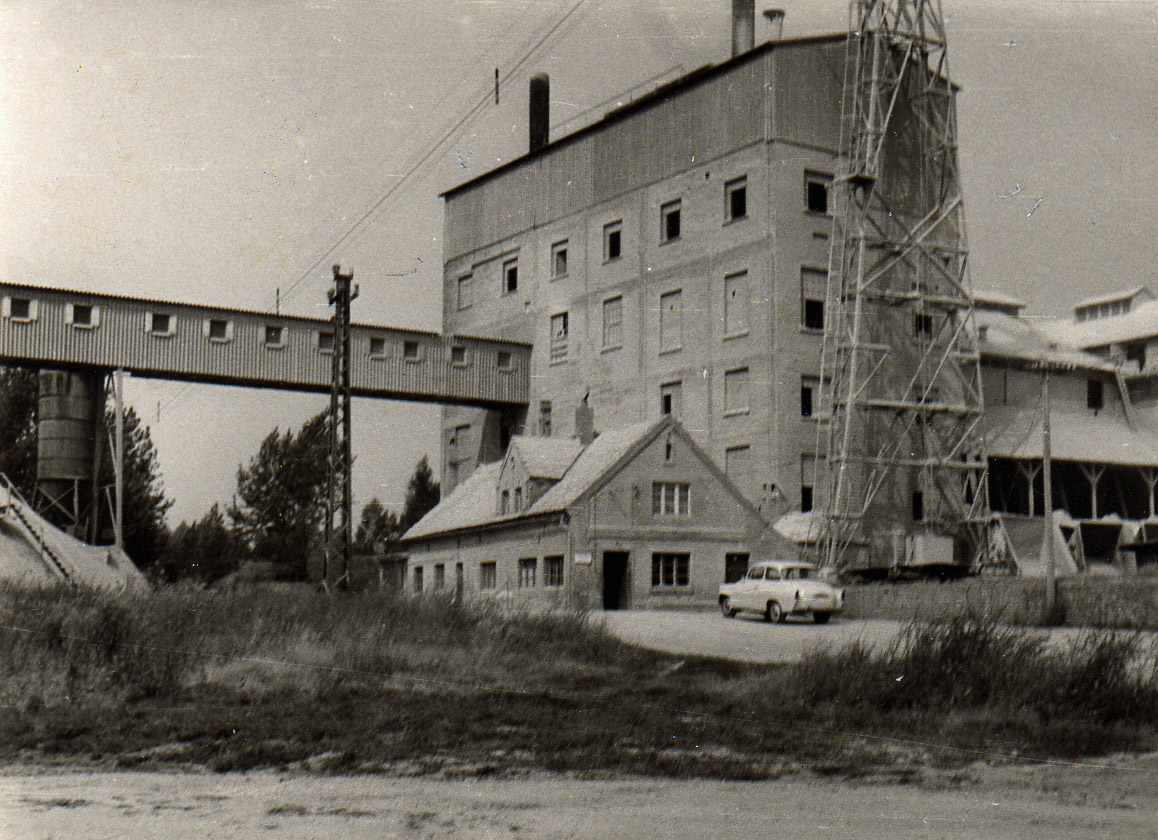
Hauptwerk der Kalkwerke Ludwigsdorf im Jahr 1957

Das Zollamt Ludwigsdorf ist für den Autobahngrenzübergang (Bundesautobahn 4/Autostrada A4) nach Polen zuständig.
Seit dem Mittelalter waren die bei Ludwigsdorf abgebauten Bodenschätze für den Görlitzer Raum und die gesamte östliche Oberlausitz von hoher Bedeutung. Seit dem 14. Jahrhundert wurde der Kalkstein gebrochen. Davon zeugen Belege durch eine Rechnung aus dem Jahre 1378 von Kalkbrennern an die Stadt Görlitz. Der planmäßige Abbau erfolgte von 1752 bis 1988. Der letzte Besitzer der Kalkwerke Gruschka wurde im Rahmen der Reformen in der damaligen sowjetischen Besatzungszone enteignet, und es entstanden 1946 die Vereinigten Kalkwerke Ludwigsdorf mit den Betriebsteilen Ludwigsdorf, Kunnersdorf und den an die eigene Betriebsbahn angeschlossenen Verladebahnhof Charlottenhof. Später wurden daraus die VEB (K) Kalkwerke Ludwigsdorf. Das „K“ verweist auf die kommunale Verwaltung des Betriebes. Im Rahmen der Vereinigung Volkseigener Betriebe kamen die Kalkwerke zu den VVB (Vereinigung Volkseigener Betriebe) Kalkwerken Rüdersdorf, jedoch noch mit ziemlicher Eigenständigkeit. Die Gütekontrolle des Baustoffes erfolgte in Ludwigsdorf. 1988 stellte das Kalkwerk in Ludwigsdorf wie auch in Kunnersdorf seinen Betrieb wegen der unzureichenden Rentabilität ein. Zuvor hatte man noch versucht, den Betrieb über einige Jahre aufrechtzuerhalten, indem der Kalkstein auch im Untertagebau gewonnen wurde. Das war einzigartig, dass Kalkstein nicht im Tagebau gewonnen wurde. Immerhin hatte Ludwigsdorf durch diese Wirtschaftlichkeit in der ehemaligen DDR einen guten Namen, ja sogar ausgeführt wurde der Baustoff.
Noch heute kann man die stillgelegten Teile des Werkes sehen. Die alten Schutthalden des Abraums sind inzwischen von einer interessanten Flora eingenommen worden. 1991 jedoch wurde in Kunnersdorf am ehemaligen Kalkwerk eine Mülldeponie eingerichtet, während das Abraumgebiet in Ludwigsdorf heute unter Natur- und Denkmalschutz steht. Das Industriegebäude mit der Lorenanlage und der Verladerampe existiert heute nicht mehr. Beim Begehen des Weges von der Stelle des ehemaligen Standortes des Industriegebäudes durch das Abbaugebiet des Untertagebaus bis zum ehemaligen Verwaltungsgebäude ist äußerste Vorsicht geboten, da der Weg nicht gewartet wird und am Rande des Steinbruchs sich Wegteile lösen und in die Tiefe des Schachts fallen können.